# Augusto Levi

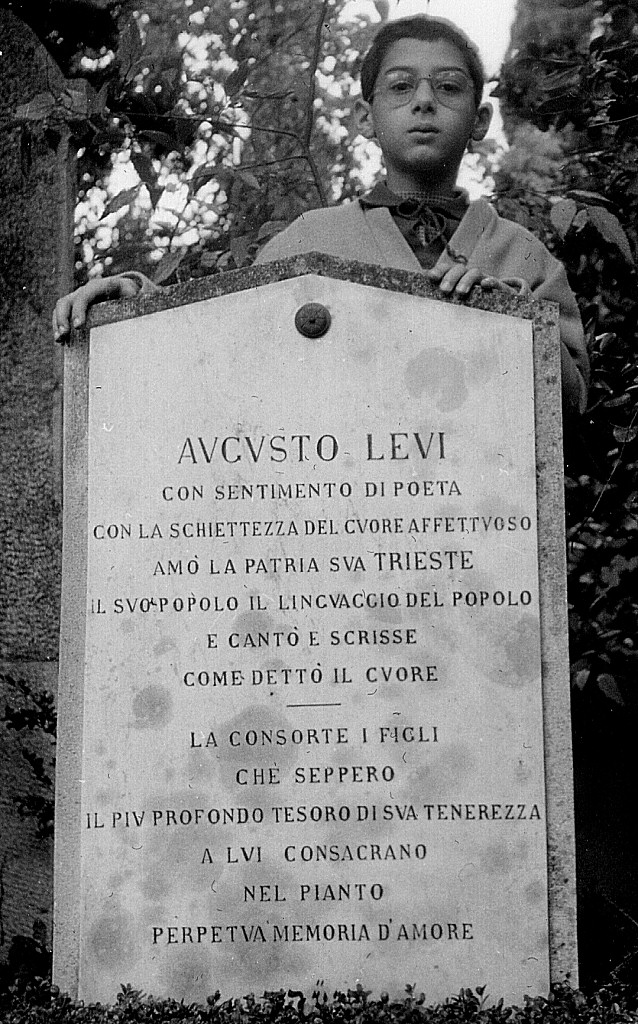
Epitaffio di Silvio Benco, sulla lapide di Augusto Levi nel cimitero israelitico di Trieste - con il pronipote Dario Padovani - foto 1955

Augusto Levi (Trieste, 16 gennaio 1855 – Trieste, 10 marzo 1915) è stato un poeta e scrittore italiano.

## Biografia
La sua produzione letteraria, in dialetto triestino, copre molti generi, dalle commedie ai drammi, dal romanzo popolare alla poesia, fino alle canzonette.
Nel 1878 pubblica un lavoro dedicato alla congiura di Marco Ranfo. Poi fecero seguito alcuni romanzi a sfondo fiabesco e il dramma in atti intitolato Martiri triestini.
Egli partecipò numerose volte all'annuale Concorso della canzonetta popolare triestina, riuscendo a vincerne sette edizioni: la prima nel 1892, l'ultima nel 1905. Scrisse il testo de Blangémose alla Colonia americana, canzonetta musicata poi da Franz von Suppé.
Altre opere dello stesso tipo sono Doman xe Quaresima, Vien qua mora..., Basemose, El bel tenor, Sessolotte.
Nel 1889 Levi pubblicò un volumetto intitolato Patria, che presentava una raccolta di sonetti, dedicati ai personaggi di maggior spicco della storia triestina, fra i quali Lucio Fabio Severo, Ireneo della Croce, Antonio Burlo, ed ai monumenti ed agli angoli più caratteristici della città.
Levi era attivo anche nell'editoria. Nella sua tipografia si stampava il quotidiano L'Indipendente, su cui, nel 1898, fu pubblicato a puntate Senilità di Italo Svevo.

### Scritti

#### Poesie
- Quel Baso
- Abandonai
- Parla el mulo Tunin
- Tombola
- El portonier
- Se presenta una serva
- La baba
- La mia putela
- El mio putel
- San Giusto
- Una dele tante serve
- Progresso
- A Giuseppe Caprin
- Vedova
- Fortunà
- Per un sepolcro
- Poveri veceti
- Siora Nani e siora Maria
- Fat de cronaca
- Patria - Sonetti - 1889.
- Versi in dialetto triestino - 1915.

#### Canzonette
- Avemaria - musica di G. Gianfrè e Michelangelo
- El bel tenor - musica di Chiesa
- El campanil de S.Giusto - musica di Arturo Carisi
- Sessolote - musica di Michelangelo
- Casson xe bombon - musica di Chiesa
- Bosco de pini - musica di Ballini
- Barcarola - musica di Arturo Carisi
- El castel de la colonia americana - musica di Tergestino
- Basemose - musica di Arturo Carisi
- Doman xe za Quaresima - musica di Bruno Guisa
- Mola el lavor - musica di Chiesa
- Blaghèmose alla Colonia Americana - musica di Franz von Suppè

#### Prosa e teatro
- Bianca Bonomo - Racconto storico del secolo XV - Ed. Balestra e C., 1879.
- Delfina - Romanzo
- Firte Pia Iris - Per nozze Terni - Marcus, 1896.
- Marco Ranfo o una congiura - Racconto storico triestino del XIV secolo - Ed. Balestra, 1878.
- Martiri triestini - Dramma in 4 atti
- Nora - Un atto in versi - 1898.
- Il pellegrino misterioso - Romanzo storico
- Rocambole triestino
- Romualdo il bandito - Romanzo storico - 1880.
- Le spie di Trieste - 1883.